# Wild - Oltrenatura
Wild - Oltrenatura, noto anche semplicemente come Wild, è stato un programma televisivo italiano di genere naturalistico, in onda su Italia 1 dal 2009 al 2015. La conduzione è affidata a Fiammetta Cicogna dal 2009, affiancata da Carlton Myers dal 2014. Questo programma è firmato da Simona Ercolani (1ª e 5ª edizione), da Alessandro Vitale (2ª, 3ª, 4ª e 7ª edizione) e da Barbara Ancillotti (6ª e 7ª edizione), scritto con Antonio Sellitto, M. Carolina Guidotti e Mila Cantarelli, mentre il produttore esecutivo è Anna Fabris e la regia è affidata a Paolo Borraccetti. Nel 2015 il programma giunge all'ottava ed ultima edizione, ritrasmessa anche con il titolo Wild Sun.

## Il programma
Wild - Oltrenatura è partito il 13 dicembre 2009 e da allora si sono susseguite sette edizioni; sebbene la durata delle puntate sia stata sempre la stessa, col passare del tempo si è aggiunto un numero sempre maggiore di rubriche e di esperti. La sigla di Wild - Oltrenatura è East Jesus Nowhere dei Green Day. Nei palinsesti di Italia 1 per l'inverno 2012 si è riconfermato il programma con la medesima conduttrice, con alcune novità: le missioni di Fiammetta, che, alla stregua di Grylls, affronta missioni di sopravvivenza negli ambienti più estremi e la nuovissima rubrica che presenta com'era la natura all'era dei dinosauri; non mancano gli incontri con Bear Grylls e Steve Backshall, la "Wild chart" e il "Wild quiz". Nella settima e nell'ottava edizione la conduttrice Fiammetta Cicogna è affiancata da Carlton Myers. La nuova sigla è Hot for Teacher dei Van Halen.

### Edizioni e ascolti
| Edizione | Inizio           | Fine             | Puntate | Conduzione        | Conduzione    |
| -------- | ---------------- | ---------------- | ------- | ----------------- | ------------- |
| 1ª       | 13 dicembre 2009 | 3 gennaio 2010   | 4       | Fiammetta Cicogna | –             |
| 2ª       | 5 luglio 2010    | 9 agosto 2010    | 6       | Fiammetta Cicogna | –             |
| 3ª       | 17 novembre 2010 | 26 dicembre 2010 | 7       | Fiammetta Cicogna | –             |
| 4ª       | 9 gennaio 2011   | 20 marzo 2011    | 11      | Fiammetta Cicogna | –             |
| 5ª       | 10 gennaio 2012  | 1º maggio 2012   | 16      | Fiammetta Cicogna | –             |
| 6ª       | 22 gennaio 2013  | 9 aprile 2013    | 11      | Fiammetta Cicogna | –             |
| 7ª       | 17 aprile 2014   | 3 luglio 2014    | 12      | Fiammetta Cicogna | Carlton Myers |
| 8ª       | 25 gennaio 2015  | 15 febbraio 2015 | 4       | Fiammetta Cicogna | Carlton Myers |

#### Prima edizione
La prima edizione, condotta da Fiammetta Cicogna, andò in onda ogni domenica in prima serata dal 13 dicembre 2009 al 3 gennaio 2010 su Italia 1 riscuotendo un notevole successo auditel (quasi il 20% sul pubblico commerciale giovane, mentre sul target individui arrivò a battere tutte le reti, compresa Canale 5, tranne Rai 1) e di critica: visto il successo di queste quattro puntate sperimentali, la dirigenza di Mediaset decise di creare la seconda edizione, affidandola sempre a Fiammetta Cicogna, per l'estate 2010.

#### Seconda edizione
La seconda edizione, condotta da Fiammetta Cicogna, andò in onda ogni lunedì in prima serata dal 5 luglio al 9 agosto 2010 su Italia 1 riscuotendo un notevole successo auditel (il 20% sul pubblico commerciale giovane, mentre sul target individui arrivò a battere tutte le reti, compresa Canale 5, tranne Rai 1) e di critica: visto il successo di queste sei puntate estive più il Best of, la dirigenza di Italia 1 decise di organizzare altre edizioni del programma anche per la fascia di garanzia (periodo non-vacanziero).

#### Terza edizione
La terza edizione, condotta da Fiammetta Cicogna, andò in onda in prima serata dal 17 novembre 2010 a domenica 19 dicembre 2010 su Italia 1. Il 26 dicembre 2010 andò in onda una puntata speciale intitolata Christmas. Il 2 gennaio 2011, al termine di questa edizione, andò in onda un'ulteriore puntata speciale New Year

#### Quarta edizione
La quarta edizione, condotta da Fiammetta Cicogna, andò in onda in prima serata dal 9 gennaio 2011 al 20 marzo 2011 su Italia 1. Andarono in onda due puntate speciali che raccoglievano il meglio delle sei puntate precedenti, la prima il 17 febbraio 2011 e la seconda il 1º giugno 2011.

#### Quinta edizione
La critica ha bocciato i continui "balletti del palinsesto" fatti dal direttore di Italia 1 Luca Tiraboschi, ovvero il fatto che questa quinta edizione, condotta da Fiammetta Cicogna e trasmessa dal 10 gennaio 2012 al 1º maggio 2012, è "saltellata" tra la prima serata del martedì, mercoledì e giovedì: a causa di questi "balletti del palinsesto" che hanno creato disaffezione presso il pubblico, gli ascolti sono scesi ad una media di poco inferiore al 10%, ma comunque superiore alla media di rete (8,31%) di quel tempo.
Altre informazioni:
- Il 14 febbraio 2012 in occasione della concomitanza con il Festival di Sanremo viene trasmesso Surviving Wild un mix delle cinque puntate andate in onda precedentemente: tale puntata speciale, intitolata Wild - Oltrenatura Surviving ottenne 1 295 000 spettatori e il 5,07% di share[11]
- Al termine di questa edizione, sono andate in onda alcune puntate speciali:
  - domenica 6 maggio 2012 - Titolo: Wild - Oltrenatura Surviving
  - domenica 13 maggio 2012 - Titolo: Wild - Oltrenatura Shock
  - domenica 20 maggio 2012 - Titolo: Wild - Oltrenatura Shock

#### Sesta edizione
La sesta stagione di Wild - Oltrenatura condotta da Fiammetta Cicogna, in onda dal 22 gennaio 2013 al 9 aprile 2013, è composta da 11 puntate (più lo special Alive). Gli ascolti di questa edizione sono scesi, anche se sono rimasti sopra alla media di Italia 1 (7,61%) di quel tempo, perché la serata del martedì è stata dominata nell'auditel da Ballarò (a causa delle elezioni politiche) su Rai 3 e dalla serie televisiva di Rai 1 Un medico in famiglia.
Altre informazioni:
- In occasione del Festival di Sanremo, martedì 12 febbraio 2013 fu trasmessa la puntata speciale Alive, ovvero una sorta di "meglio di" che conteneva, appunto, il meglio delle tre puntate precedenti.

#### Settima edizione
La settima stagione di Wild - Oltrenatura, in onda dal 17 aprile 2014 al 3 luglio 2014, condotta da Fiammetta Cicogna affiancata da Carlton Myers su Italia 1, è composta da 12 puntate (più lo special Experience).
Altre informazioni:
- In sostituzione di Lucignolo in pausa per le ferie pasquali, domenica 20 aprile 2014 viene trasmessa la seconda puntata di Wild - Oltrenatura (e quindi il 24 aprile, giorno in cui inizialmente doveva andare in onda la seconda puntata, il programma non va in onda).
- Giovedì 10 luglio 2014 è andata in onda la puntata speciale Experience.

#### Ottava edizione
L'ottava stagione di Wild - Oltrenatura, in onda a partire dal 25 gennaio 2015 e condotta da Fiammetta Cicogna affiancata da Carlton Myers su Italia 1, originariamente era composta da 12 puntate (più lo special). A causa degli ascolti bassi ottenuti durante le prime 4 puntate, a partire dal 22 febbraio 2015 il programma lascia a titolo definitivo la fascia di prima serata per approdare a quella dell'access prime time perché la dirigenza delle reti Mediaset ha preferito dedicare la fascia di prima serata alle repliche dei film.
In questa nuova collocazione, per ovvi motivi, il programma dura solo un'ora (20.30-21.30) al posto delle consuete tre ore (21.30-00.30) usate per il programma quando andava in prima serata che quindi sforava nella fascia di seconda serata (che parte alle ore 23.30) e quindi, vista la differente durata, le rimanenti puntate inedite sono state rieditate su modello di quanto fatto con le repliche e con gli special in onda su Italia 2.

### Speciali
Le puntate speciali di Wild - Oltrenatura sono andate in onda su Italia 1 nello slot orario del prime time e sono andate in onda anche su Italia 2, sia come replica (nello slot orario del prime time) che come riediting (notare che, ad eccezione del prime time, tutti gli slot orari di Italia 2 durano al massimo 60 minuti: da qui l'esigenza del riediting).
| #  | Puntate                   | Messa in onda    |
| -- | ------------------------- | ---------------- |
| 1  | Best of della 2ª edizione | 16 agosto 2010   |
| 2  | Christmas                 | 26 dicembre 2010 |
| 3  | New Year                  | 2 gennaio 2011   |
| 4  | Shock                     | 17 febbraio 2011 |
| 5  | Shock                     | 1º giugno 2011   |
| 6  | Surviving                 | 14 febbraio 2012 |
| 7  | Surviving                 | 6 maggio 2012    |
| 8  | Shock                     | 13 maggio 2012   |
| 9  | Shock                     | 20 maggio 2012   |
| 10 | Alive                     | 12 febbraio 2013 |
| 11 | Experience                | 10 luglio 2014   |